# Ренненкампф, Константин Карлович
Константин Карлович Ренненкампф (5 ноября 1826 — 5 ноября 1896, Санкт-Петербург) — русский юрист, сенатор, управляющий Собственной Его Императорского Величества канцелярией, член Государственного совета, статс-секретарь (01.01.1873), действительный тайный советник (05.04.1887).

## Биография
Родился 5 (17) ноября 1826 года в Чернигове — сын вице-директора Императорской Военной академии генерал-лейтенанта Карла Павловича (Карла-Фридриха) Ренненкампфа (1788—1848).
Окончил Императорское училище правоведения в Санкт-Петербурге, по окончании которого 27 мая 1848 года поступил на службу младшим помощником секретаря в 1-е отделение 5-го Департамента Сената. В 1849 году стал старшим помощником, и в том же году был определён секретарём Департамента герольдии Сената.
В 1852 году перешел на службу в Министерство юстиции, 24 марта 1854 назначен правителем канцелярии министра юстиции. 1 марта 1858 перешел на службу в Государственный совет помощником статс-секретаря в отделение гражданских и духовных дел «для занятий как гражданскими, так и уголовными делами и делами о правах состояния» с производством в статские советники. В том же году назначен одновременно и директором канцелярии Комитета призрения заслуженных гражданских чиновников.
В 1859 был делопроизводителем комиссии для рассмотрения отчета по Морскому министерству за 1856—58, 14 апреля 1861 произведен в чин действительного статского советника, в 1863 назначен управляющим отделением дел государственного секретаря.
В 1867 назначен статс-секретарем Государственного совета с оставлением в прежних должностях. В том же году вошел в состав комиссии для предварительного рассмотрения проектов преобразования гражданских учреждений Кавказского наместничества, в 1870 — стал представителем от Государственной канцелярии в комиссии при МВД о губернских и уездных учреждениях. В 1872 назначен членом комитета заслуженных гражданских чиновников, с оставлением управляющим делами этого комитета и в должности статс-секретаря Государственного Совета.
1 января 1873 пожалован в статс-секретари Его Императорского Величества и принимал участие в работе комиссии по пересмотру правил о порядке представления к Высочайшим наградам.
19 февраля 1875 назначен сенатором, присутствующим в 1-м отделении 3-го департамента Сената с оставлением в прежних должностях. В 1876 назначен членом Особого присутствия Сената для рассмотрения дел о государственных преступлениях; в 1877 исполнял обязанности первоприсутствующего в Особом присутствии Сената для рассмотрения дел о государственных преступлениях.
В 1882 переведен в 4-й департамент Сената. Одновременно с 23 февраля 1882 по 8 мая 1889 управлял делами Комитета призрения заслуженных гражданских чиновников. Также в 1882 состоял в комиссии по рассмотрению вопроса об увеличении междунаградного срока. В 1883 назначен председателем комиссии по устройству приюта для вдов и сирот заслуженных гражданских чиновников, попечителем этого приюта, действительным членом совета Императорского Человеколюбивого общества и членом учрежденной при Собственной Е.И.В. канцелярии постоянной наградной комиссии.
В 1884 переведен для присутствия в общее собрание 1-го и 2-го департамента герольдии Сената. В 1886—1891 помощник главного попечителя Императорского Человеколюбивого общества. 5 апреля 1887 пожалован чином действительного тайного советника.
4 мая 1889 назначен управляющим Собственной Его Императорского Величества канцелярией. 27 февраля 1892 назначен членом комитета для рассмотрения представлений к Высочайшим наградам и председательствующим в нем, в отсутствие канцлера  российских Императорских и Царских орденов.
14 мая 1896 назначен членом Государственного совета с оставлением в прежних должностях.
Имел бриллиантовые знаки ордена Святого Александра Невского.
Умер 5 (17) ноября 1896 года в Санкт-Петербурге. Похоронен на Новодевичьем кладбище.

## Награды
- Орден Святой Анны 2-й степени (01.10.1854)
- Орден Святого Владимира 3-й степени (29.12.1862)
- Орден Святого Станислава 1-й степени (19.04.1864)
- Орден Святой Анны 1-й степени (01.01.1866)
- Орден Святого Владимира 2-й степени (01.01.1872)
- Орден Белого орла (01.01.1879)
- Орден Святого Александра Невского (01.01.1891)
- Высочайшая благодарность (28.10.1891)
- Бриллиантовые знаки к ордену Святого Александра Невского (01.01.1895)
- Знак отличия беспорочной службы за XL лет (22.08.1890)

## Семья
Женился 21 апреля 1854 года на дочери статского советника Валерии Владимировне Кондоиди. Их дети: Софья, Владимир, Наталья, Евгения, Сергей, Мария, Дмитрий (1864—11.02.1917), Надежда, Ольга, Николай.
Его венчание вторым браком, с девицею Зинаидой Владимировной фон Дельден (27 лет), состоялось 15 мая 1888 года. У них родилась дочь Нина (12.02.1890—5.10.1913).